# Brännskär (vid Kirjais, Nagu)

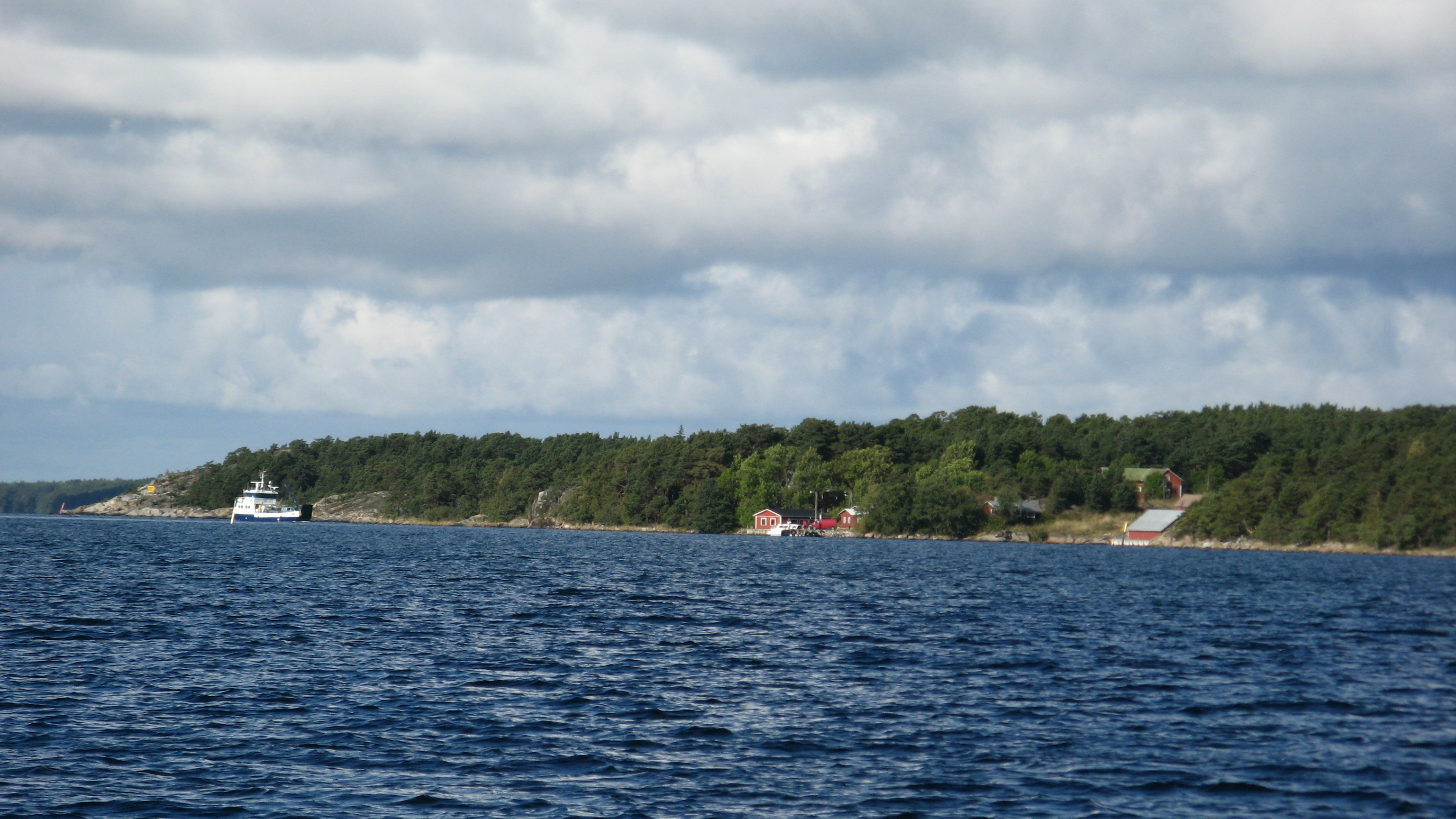
Brännskär Fiskö 2010

Brännskär är en ö i Nagu i Pargas stad i Finland. Ön ligger i Skärgårdshavet i landskapet Egentliga Finland, i den sydvästra delen av landet. Ön ligger omkring 4 kilometer söder om Kirjais, 12 kilometer söder om Nagu kyrka, 43 kilometer söder om Åbo och omkring 160 kilometer väster om Helsingfors.
Öns area är 46,1 hektar och dess största längd är 1,5 kilometer i öst-västlig riktning.
Förbindelsebåtarna M/S Nordep och M/S Cheri trafikerar Brännskär. Den närmaste förbindelsebåtshamnen i Nagu finns på Kirjais Österudden. 

## Skärgårdshemmanet Brännskär
På Brännskär bor två familjer året om. Via företaget Living Archipelago bedrivs under sommarhalvåret besökshamns- och caféverksamhet. Även snickeriföretaget LennArt och teatergruppen Teater Kojan är verksamma på ön som är ett populärt besöksmål i Åbolands skärgård. En årligen återkommande tradition på Brännskär har varit familjefesten Brännskärsdagen med tillhörande Muminkonsert, men även många andra evenemang ordnas på ön.
Skärgårdshemmanet Brännskär är ett år 2011 grundat pilotprojekt för Åbolands skärgårdsstiftelse. Tillsammans med Svenska Småbruk och Egna hem Ab förvärvades skärgårdshemmanet Brännskär i Nagu södra skärgård "i syfte att främja året-om-boende och -verksamhet på ön och förhindra att det socialt och kulturellt viktiga hemmanet inte genom ägarbyte skulle ha tagits i privat fritidsbruk".
Brännskär har varit föremål för flera utvecklingsprojekt, vilka har involverat flera renoverings- och byggprojekt. Åbolands skärgårdsstiftelse sköter förvaltningen av fastigheten och deltar som part i utvecklingsprojekten.

## Historia
Ön Brännskär finns dokumenterad redan på 1500-talet. Men först på 1700-talet befolkades ön. De få betesmarkena på ön gjorde att man livnärde sig främst på jakt och fiske.
I Axel Gottfrid Östermans bouppteckning från 1947 finns angivet att Uno Gottfrid Österman köpte Brännskär år 1947 av sin mor Selinda och av sina syskon. Ulf och Heli Österman övertog Brännskär genom köp 1989 av fadern Uno.
År 2011 köpte Åbolands skärgårdsstiftelse tillsammans med Svenska Småbruk och Egna hem Ab, skärgårdshemmanet  Brännskär av dåvarande ägaren Heli Österman.

## Bilder

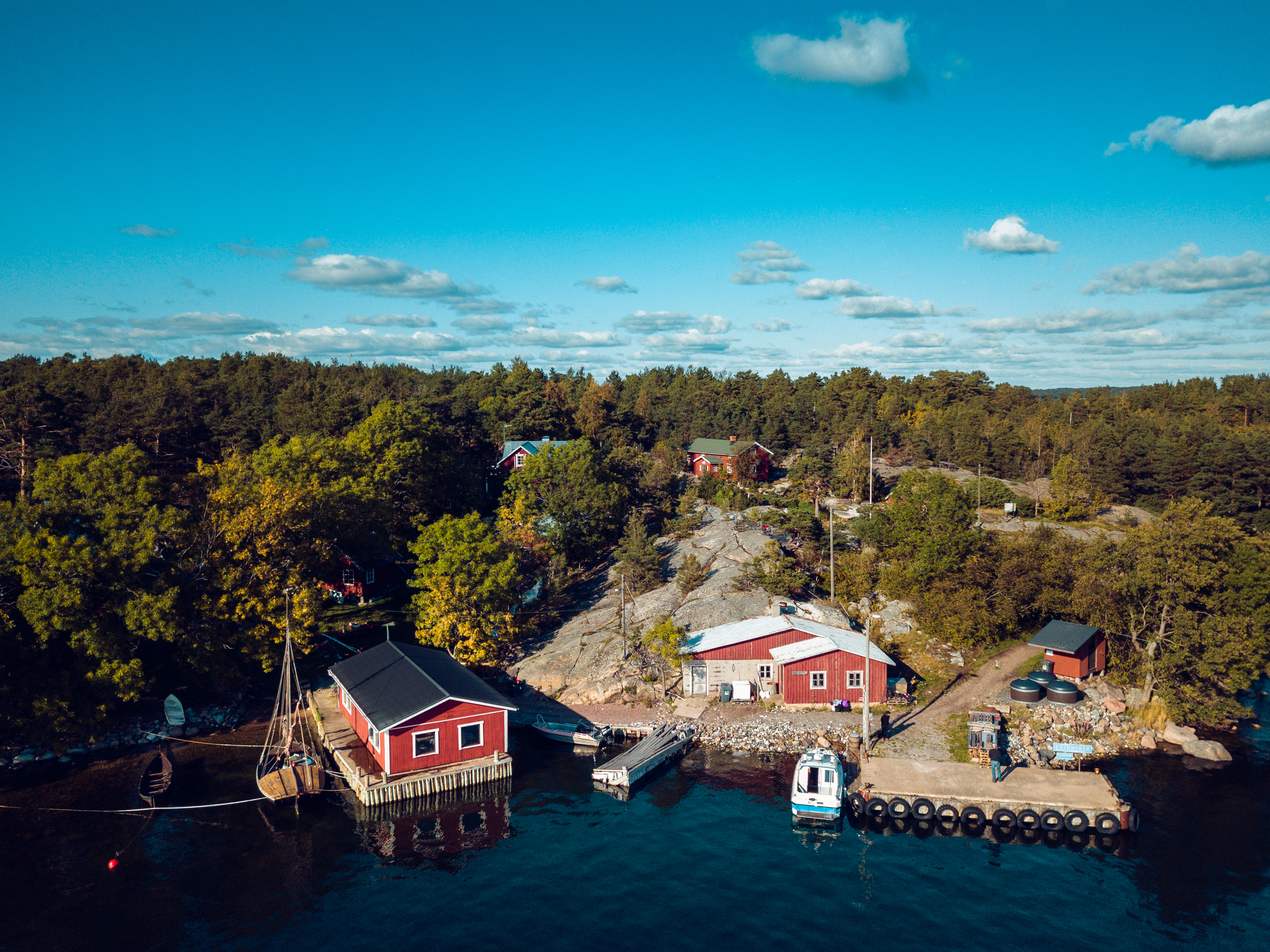
Brännskär 2019
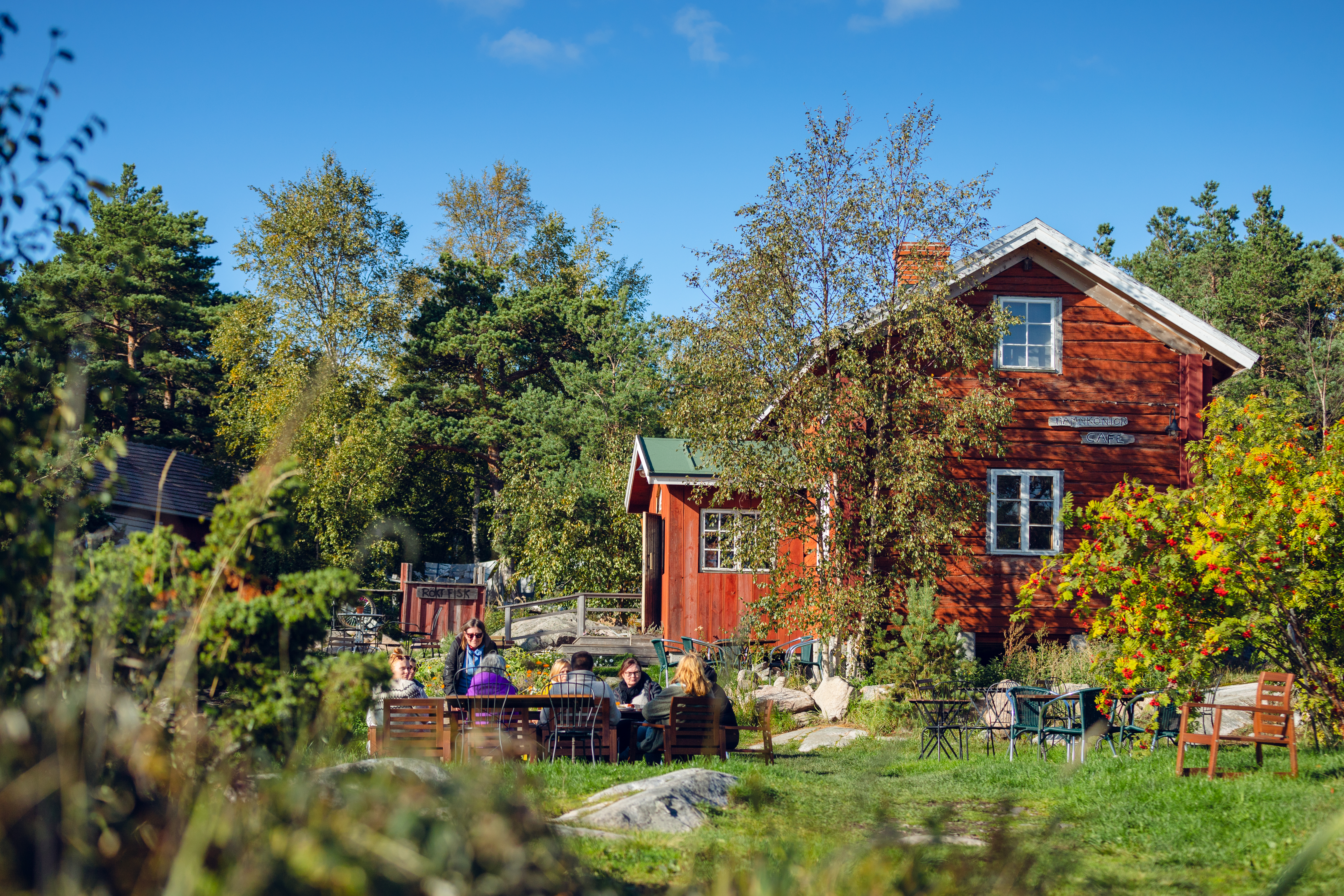
Hamnkontoret
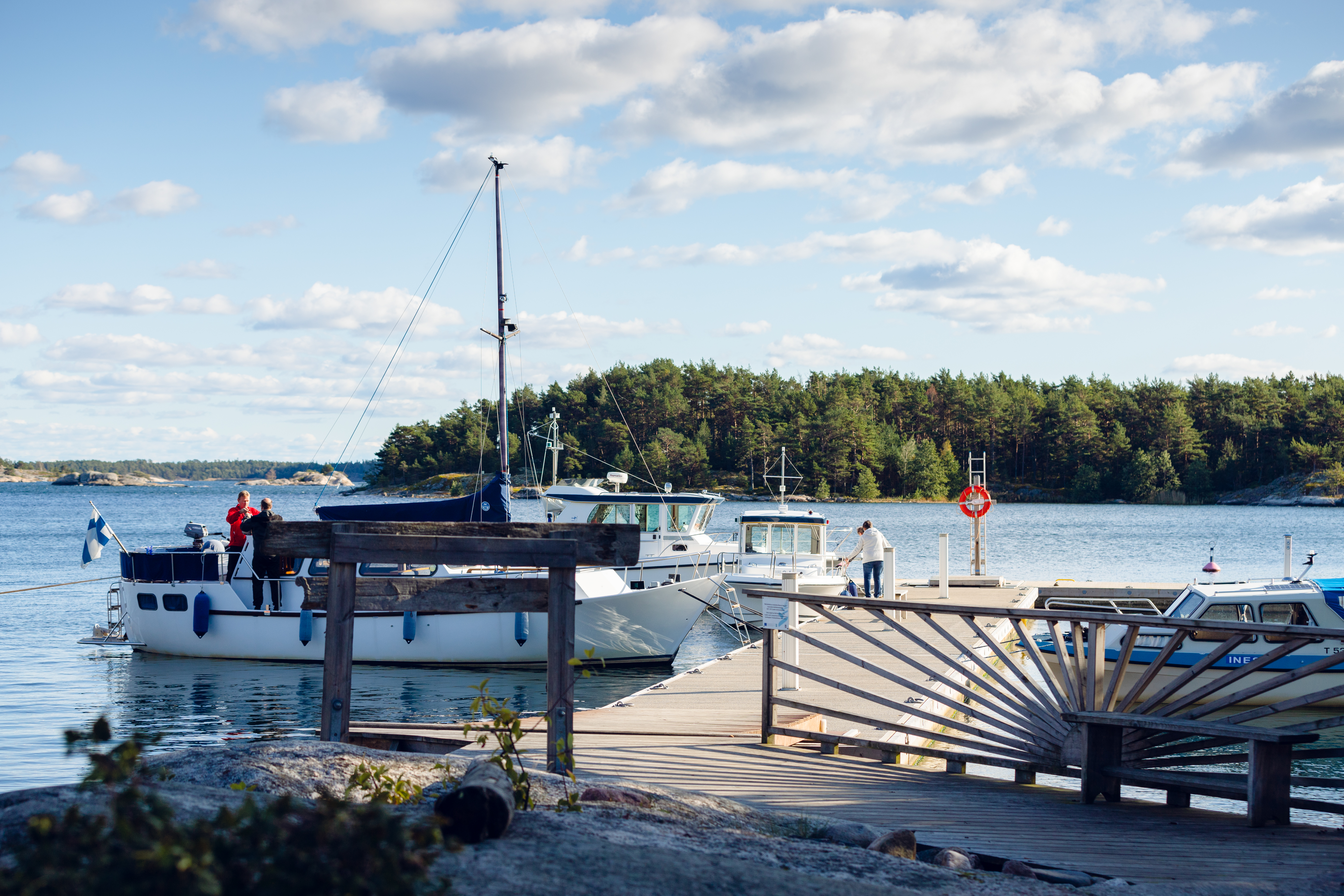
Gästbryggan
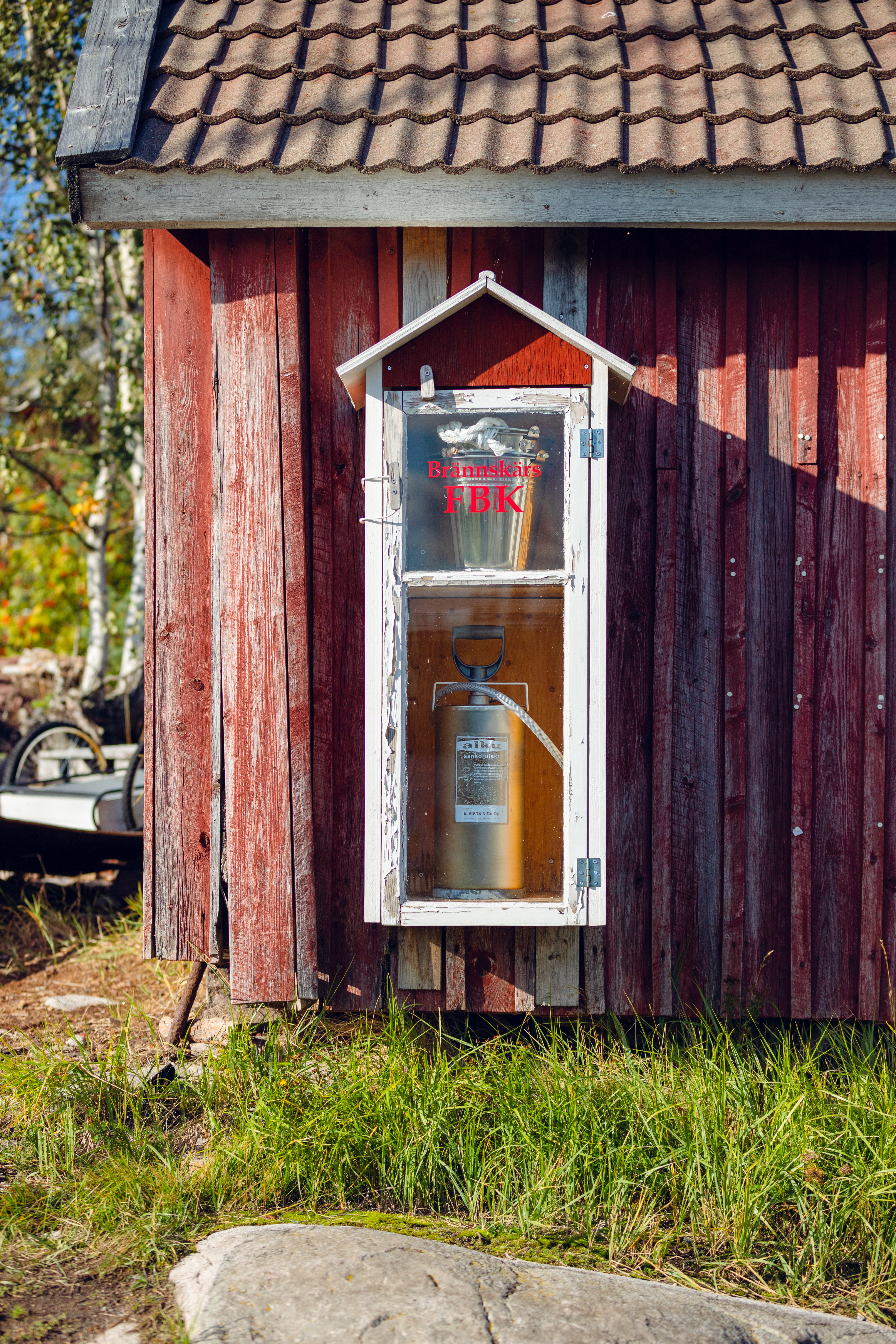
Brännskär FBK
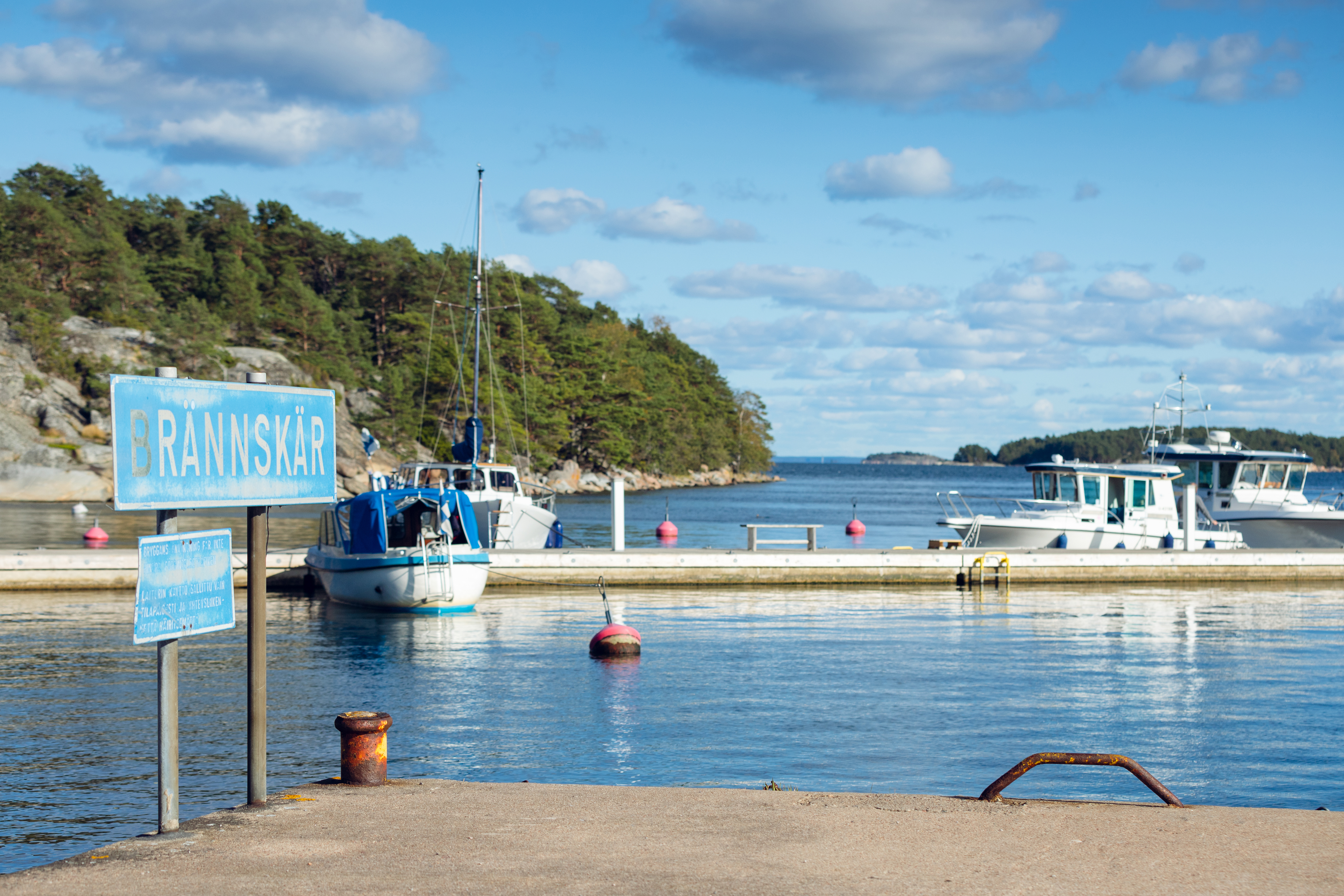
Skylt vid lastbryggan.
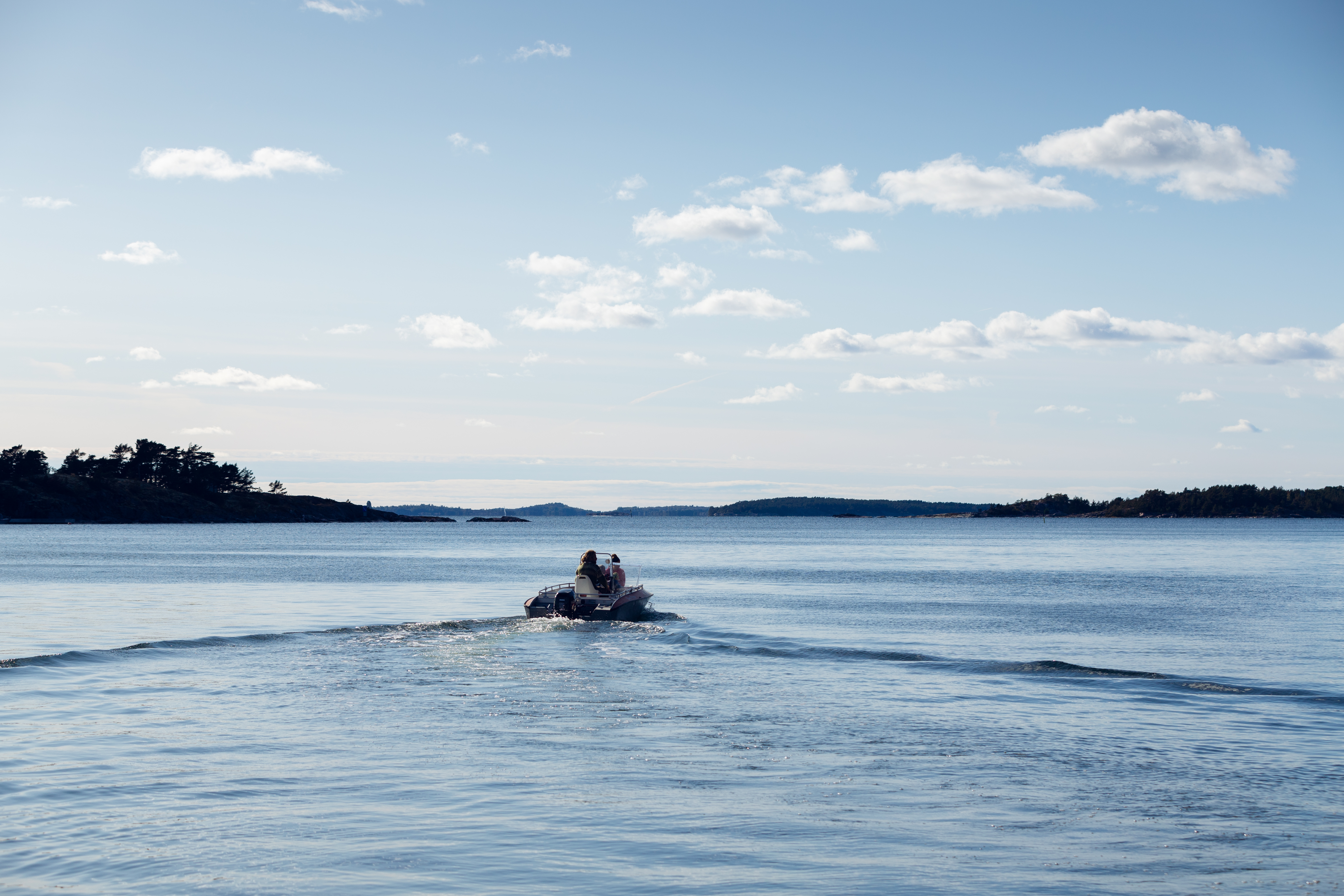